# Јован Ћирић (географ)
Јован Ћирић (Крупац, 1922 — ?, 2011) био је српски професор и географ. Један је од оснивача Пиротског зборника, пореклом из пиротског краја. Рођен је 1922. у Крупцу а умро 2011. године.

## Биографија
Учитељску школу је учио и завршио у Пироту и Јагодини а Природно-математички факултет, Девету студијску групу – географија са етнологијом, социологијом и националном историјом – у Љубљани 1951. год. Дипломски рад „Ћилимарство у Пироту“ урађен је под менторством др Антона Мелика. Степен доктора географских наука стекао је 1961.. Докторат на тему „Савремени географски проблеми Ниша – услови досадашњег и могућности даљег развитка“ одбранио је пред комисијом коју су чинили др Антон Мелик, др Светозар Илешич и др Владимир Клеменчич. Био је то први одбрањени докторат у Нишу и Србији јужно од Београда после Другог светског рата. За овај рад је награђен Октобарском наградом града Ниша.
Носилац је и награде Скупштине општине Пирот и највише награде Српског географског друштва медаље „Јован Цвијић“.
Радио је као професор у основној школи у Пироту, затим у Гимназији „Светозар Марковић“ у Нишу. Даље пут га је водио на Вишу педагошку школу у Нишу, на којој је предавао предмете: Регионална географија света, Методика географске наставе и Теренске вежбе. Такође, радио је и на Вишој економској комерцијалној школи у Нишу. Био је и директор Балканолошког института Универзитета у Нишу. Свој радни век завршио је као редовни професор на Групи за социологију Филозофског факултета у Нишу, на коме је предавао предмете: Демографија и Социологија насеља. Предавао је и на Одсеку за просторно планирање Природно-математичког факултета Универзитета у Београду. Био је председник подружнице Српског географског друштва за срез Ниш и сарадник два одбора Српске академије наука и уметности.

## Радови
Објавио је монографије „Виша педагошка школа“ (2002) у сарадњи са др Александром Керковићем и „Градиште“ – хроника села (2006). Током 2004. год. завршио је V део „Проблема развоја“, „Топологију Ниша“, „О Нишу и развоју уопште“, дело „Људи“, о људима који су оставили значајан траг у развоју Ниша а 2006. год. привео је крају рад на „Енциклопедији Пирота“ као и VI и VII делу рукописа „Проблеми развоја“.